# Kumsale
Kumsale (en serbe cyrillique : Кумсале) est un faubourg de Banja Luka, la capitale de la république serbe de Bosnie, Bosnie-Herzégovine.
Kumsale est situé à l'est du centre ville.